# Texas Eagle
A Texas Eagle egy vasúti járat az USA-ban. Az Amtrak üzemelteti 1981 október 2 óta. A legutolsó pénzügyi évben összesen 321 694 (2019) utas utazott a járaton, naponta átlagosan 881 (2019) utasa volt. A vonat Chicago–San Antonio között naponta, Chicago–Los Angeles között háromnaponta közlekedik Superliner személykocsikkal. Eközben az UP, a BNSF és a  CN pályáin közlekedik. A szerelvény egy P42-es dízelmozdonyból, étkezőkocsiból, poggyászkocsiból és hálókocsikból áll.

## Története
Az Amtrak Texas Eagle közvetlen utódja a Missouri Pacific Railroad és a Texas and Pacific Railway azonos nevű vonatának, amelyet 1948-ban indítottak útjára, de 1971-ben megszüntettek. Az Amtrak Texas Eagle útvonala hosszabb (Chicago és San Antonio között, szemben a St. Louis és San Antonio közötti útvonallal), de a mai útvonal nagy része történelmileg az eredeti Texas Eagle útvonalának része. A St. Louisból Texarkanába és a texasi Taylorból San Antonióba tartó szakasz a Missouri Pacific Railroad egykori vágányain halad, míg a Texarkanából Fort Worthbe tartó szakasz a korábbi Texas and Pacific Railroad vágányain halad. A T&P 1982-ben egyesült a MoPac-kal; a MoPac-ot pedig 1986-ban felvásárolta a Union Pacific.
Az Eagle 1981. október 2-án indult az Inter-American átalakításával, amely 1973 óta napi menetrend szerint közlekedett Chicagóból a texasi Laredóba San Antonióban keresztül. 1979-től kezdve a texasi Houstonba közlekedett, amely a texasi Temple-ben ágazott el. Az új Eagle megszüntette a houstoni szakaszt, míg a déli végállomását Laredóból San Antonióba helyezte át. Az új vonat Superliner kocsikkal közlekedett, amely az Inter-American Amfleet kocsikat váltotta fel. Ezen kívül az új vonat heti háromszor menetrend szerint közlekedett egy közvetlen kocsit a Sunset Limiteddel Los Angelesbe, bár ez utóbbit csak az 1982. áprilisi menetrendben jelentették be.
1988. november 15-én az Amtrak újjáélesztette a houstoni szakaszt, ezúttal Dallasnál térve el, és a Southern Pacific Sunbeamjének útvonalán haladva. Ez volt az első alkalom, hogy 1958 óta személyforgalom közlekedett ezen az útvonalon. Az Amtrak már az 1970-es években tervezte, hogy a Lone Star-t ezen az útvonalon közlekedteti, de a Southern Pacific akadályoztatása miatt elvetette a tervet. A változtatással az Amtrak a Texas Eagle nevet élesztette újjá a háromszor hetente közlekedő Chicago-San Antonio/Houston vonat számára, míg a Chicago-St. Louis vonat a munkanapokon kívül továbbra is Eagle maradt. Ez a szakasz 1995. szeptember 10-én megszűnt. 2013. április 4-én az Amtrak új állomást nyitott az Arkansas állambeli Hope-ban, Bill Clinton volt amerikai elnök szülővárosában. 2016. november 17-én a Missouri állambeli Iron megyét kiszolgáló Arcadia Valley állomást adták hozzá.
2023 augusztusában az Amtrak jóváhagyta egy új állomás építését a Missouri állambeli De Soto városában, ahol a vonatok megállhatnak St. Louis és Arcadia Valley között.

## Utasforgalom
| Év   | Utasszám | Változás az előző évhez képest |
| ---- | -------- | ------------------------------ |
| 2007 | 218 321  | -                              |
| 2008 | 251 518  | 015,25%                        |
| 2009 | 260 467  | 03,56%                         |
| 2010 | 287 164  | 010,25%                        |
| 2011 | 299 508  | 04,30%                         |
| 2012 | 337 973  | 012,84%                        |
| 2013 | 340 081  | 00,62%                         |
| 2014 | 313 338  | 07,86%                         |
| 2015 | 317 282  | 01,26%                         |
| 2016 | 306 321  | 03,45%                         |
| 2017 | 345 679  | 012,85%                        |
| 2018 | 335 771  | 02,87%                         |
| 2019 | 311 367  | 07,27%                         |
| 2020 | 196 078  | 037,03%                        |
| 2021 | 151 393  | 022,79%                        |
| 2022 | 253 491  | 067,44%                        |

## Fordítás
- Ez a szócikk részben vagy egészben  a   Texas Eagle című angol Wikipédia-szócikk fordításán alapul.  Az eredeti cikk szerkesztőit annak laptörténete sorolja fel. Ez a jelzés csupán a megfogalmazás eredetét és a szerzői jogokat jelzi, nem szolgál a cikkben szereplő információk forrásmegjelöléseként.